# Haile Gerima

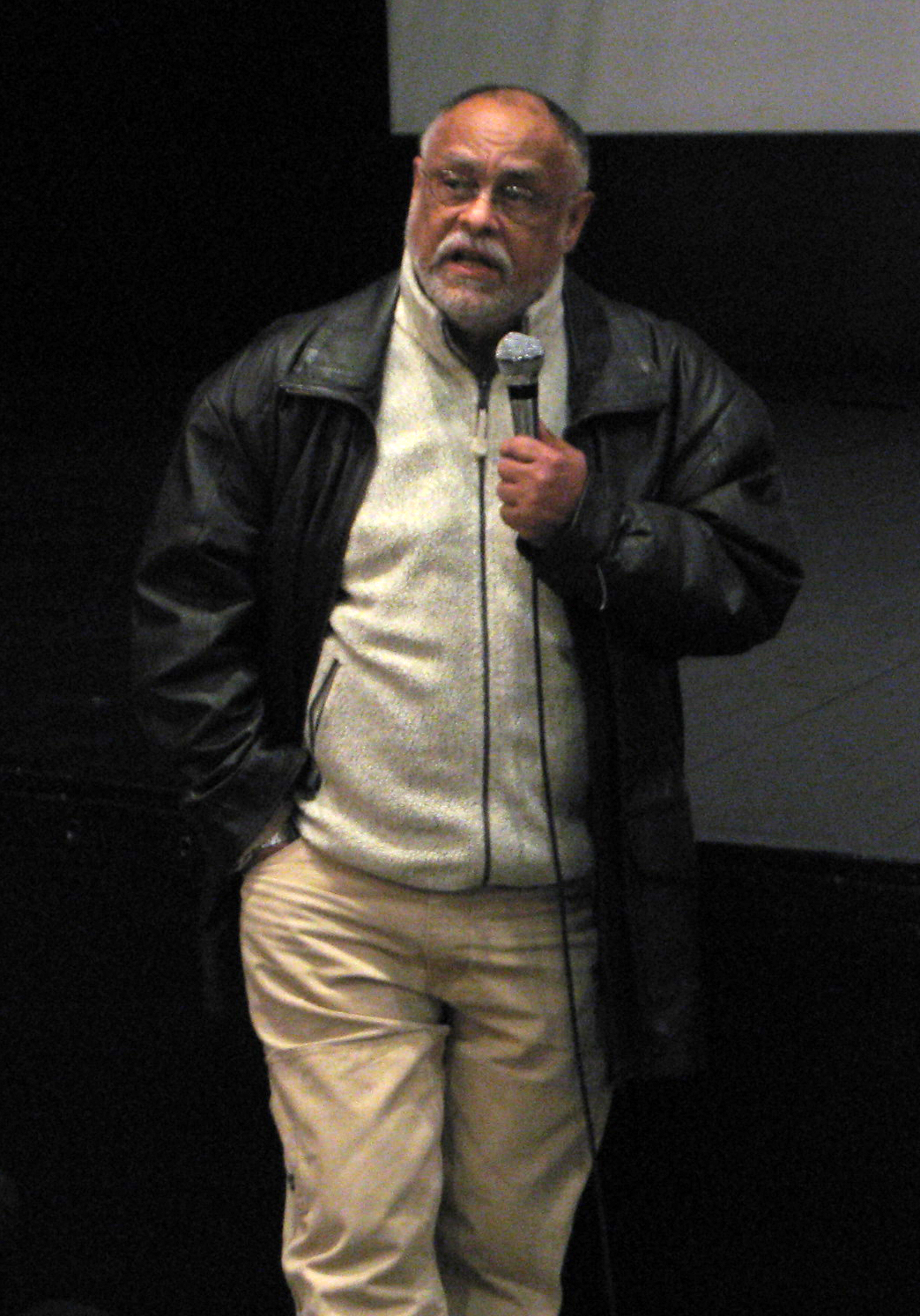
Haile Gerima

Haile Gerima (* 4. März 1946 in Gonder) ist ein äthiopischer, in den USA lebender Filmregisseur, Filmproduzent, Drehbuchautor und Filmeditor.

## Leben
Der Sohn einer Lehrerin und eines Schriftstellers mit eigenem Wandertheater wuchs in Äthiopien auf. Ab 1967 studierte er Theater in Chicago, dann Film in Los Angeles. 1971 entstand sein erster Kurzfilm Hour Glass über einen Basketballspieler.
1974 stellte er mit Mirt sost shi amit den ersten in Äthiopien gedrehten Spielfilm fertig. Darin zeigte er keinen positiven Helden, sondern stellte die Armut in der Hauptstadt Addis Abeba dar, die man bei Staatsbesuchen zu verstecken suchte. 1975 erschien sein Abschlussfilm an der UCLA, Bush Mania, in dem das wachsende Selbstbewusstsein der amerikanischen Schwarzen thematisiert wurde. Ashes and Embers (1982) schilderte die Probleme eines schwarzen Vietnam-Veteranen.
Sein Schaffen als Regisseur umfasst insgesamt ein Dutzend Produktionen. Als Produzent war er an zehn Werken beteiligt.
Gerima unterrichtet seit 1975 an der Howard University in Washington, D.C.

## Filmografie
- 1972: Hour Glass
- 1972: Child of Resistance
- 1976: Bush Mama
- 1976: Ernte: 3000 Jahre (Mirt sost shi amit)
- 1978: Wilmington 10 – U.S.A. 10,000
- 1982: Asche und Glut (Ashes and Embers)
- 1985: After Winter: Sterling Brown
- 1993: Sankofa
- 1994: Imperfect Journey
- 1997: Through the Door of No Return (Schnitt und Produktion)
- 1999: Adwa – An African Victory
- 2008: Morgentau (Teza)
- 2013: Venice 70: Future Reloaded